# Dasychira
Dasychira is een geslacht van vlinders uit de familie van de spinneruilen (Erebidae) en de onderfamilie van de donsvlinders (Lymantriinae).

## Soorten
- D. abietis (Denis & Schiffermüller, 1775)
- D. acronictoides Collenette, 1937
- D. acronyctina Schultze, 1934
- D. achatina Hering, 1926
- D. aeana Collenette, 1931
- D. aenotata Tams, 1930
- D. aeschra (Hampson, 1926)
- D. aethalodes Collenette, 1931
- D. albacostata Bethune-Baker, 1911
- D. albescens Moore, 1879
- D. albiapex Hering, 1926
- D. albibasalis (Holland, 1893)
- D. albicostata (Holland, 1893)
- D. albilinea (Holland, 1893)
- D. albilunulata (Karsch, 1895)
- D. albimaculata Hering, 1926
- D. albinotata (Holland, 1893)
- D. albiplaga Swinhoe, 1908
- D. albodentata Bremer, 1864
- D. alboschistacea Rothschild, 1915
- D. albosignata Holland, 1893
- D. albospargata (Holland, 1893)
- D. allotria Hering, 1926
- D. amata Hering, 1926
- D. ambahona Collenette, 1954
- D. amydropa Collenette, 1960
- D. anaha Swinhoe, 1906
- D. anaphoeta Collenette, 1936
- D. anasses Collenette, 1937
- D. andulo Collenette, 1936
- D. angiana Joicey, 1916
- D. anisozyga Collenette, 1960
- D. anoista Collenette, 1960
- D. anophoeta Collenette, 1936
- D. antica (Walker, 1855)
- D. aphanes Collenette, 1938
- D. aphanta Collenette, 1960
- D. apicata (Holland, 1893)
- D. apoblepta Collenette, 1955
- D. aprepes Collenette, 1955
- D. arctioides (Holland, 1893)
- D. argiloides (Holland, 1893)
- D. argyroides Collenette, 1932
- D. aridela Collenette, 1955
- D. aridensis Barnes & Benjamin, 1922
- D. arizana Wileman, 1910
- D. astraphaea Collenette, 1931
- D. asvata Moore, 1859
- D. atomaria Walker, 1856
- D. atrifilata Hampson, 1905
- D. atrivenosa Palm., 1893
- D. audeoudi Collenette, 1939
- D. aurantiaca Kenrick, 1914
- D. aurantifascia Hampson, 1893
- D. aureotincta Kenrick, 1914
- D. aurivillii Hering, 1926
- D. axutha Collenette, 1934
- D. azelota Collenette, 1933
- D. bacchans (Karsch, 1898)
- D. baibarana Matsumura, 1927
- D. barbara Hering, 1926
- D. basiflava Pack., 1894
- D. basigutta (Walker, 1855)
- D. basileus Hering, 1932
- D. basilinea Hering, 1926
- D. basistriga (Walker, 1856)
- D. bata Collenette, 1939
- D. batoides Plötz, 1880
- D. belessichares Collenette, 1936
- D. bergmannii (Swinhoe, 1904)
- D. betschi Griveaud, 1973
- D. bhana Moore, 1865
- D. bimaculata Aurivillius, 1926
- D. bipunctata Nieuwenhuis, 1947
- D. blastema Hering, 1926
- D. bokuma Collenette, 1961
- D. bonniwelli Barnes & Benjamin, 1924
- D. brachycera Collenette, 1937
- D. braueri Bryk, 1915
- D. brunnea Bethune-Baker, 1904
- D. brunneicosta (Holland, 1893)
- D. brunneipicta Collenette, 1931
- D. brunnescens Bryk, 1934
- D. bryophilina Hampson, 1910
- D. buinensis Collenette, 1951
- D. burgessi Collenette, 1956
- D. burtii Collenette, 1960
- D. burtti Collenette, 1960
- D. butleri (Swinhoe, 1923)
- D. caeca (Plötz, 1880)
- D. caeruleifascia Holland, 1893
- D. calocaloides Leech, 1899
- D. callipepla Collenette, 1960
- D. callipluta Collenette, 1933
- D. calliprepes Collenette, 1933
- D. callista Collenette, 1939
- D. callistoides Collenette, 1960
- D. cameruna Aurivillius, 1904
- D. cangia Druce, 1887
- D. canovirescens Aurivillius, 1925
- D. capnora Collenette, 1933
- D. cardinalli Collenette, 1939
- D. carpenteri Bethune-Baker, 1913
- D. castor Hering, 1926
- D. catadela Collenette, 1960
- D. catocaloides (Leech, 1899)
- D. catori Bethune-Baker, 1911
- D. celaenica Collenette, 1955
- D. cerebosa (Swinhoe, 1903)
- D. cerigoides (Walker, 1862)
- D. cervina Moore, 1879
- D. cinctata Moore, 1879
- D. cinerea Collenette, 1933
- D. cinnamomea Grote & Robinson, 1866
- D. circumdata (Holland, 1893)
- D. citana (Schaus & Clements, 1893)
- D. citronella Matsumura, 1927
- D. clathrata (Holland, 1893)
- D. clavis (Saalmüller, 1884)
- D. clintonii Grote & Robinson, 1866
- D. coeruleifascia (Holland, 1893)
- D. colini (Mabille, 1893)
- D. collenettei Griveaud, 1973
- D. complicata Walker, 1865
- D. compsa Collenette, 1933
- D. compseuta Collenette, 1939
- D. confinis Distant, 1899
- D. conjuncta Wileman, 1911
- D. costiplaga (Holland, 1893)
- D. craniophorina Schultze, 1934
- D. cratista Collenette, 1960
- D. crecadia Collenette, 1931
- D. crenulata Bethune-Baker, 1908
- D. cromptoni Swinhoe, 1903
- D. crucifera (Holland, 1893)
- D. cruda Wileman, 1910
- D. cucullioides Schultze, 1934
- D. curvivirgata Karsch, 1895
- D. cydista Collenette, 1954
- D. cymalophorina Hering, 1926
- D. cymata Swinhoe, 1907
- D. cymatophorima Hering, 1926
- D. cymatophorina Hering, 1926
- D. cyrteschata Collenette, 1939
- D. cyrtozona Collenette, 1936
- D. chalcocrata Collenette, 1931
- D. chalcoptera Collenette, 1936
- D. chekiangensis Collenette, 1938
- D. chilophaea Hering, 1926
- D. chinensis Swinhoe, 1903
- D. chloebapha Collenette, 1930
- D. chlorista Hering, 1926
- D. chlorobasis Hering, 1926
- D. chloromorpha (Holland, 1893)
- D. chlorophila Hering, 1926
- D. chloroptera Hampson, 1893
- D. chlororhina Collenette, 1938
- D. chloroscia Hering, 1926
- D. chorista Hering, 1926
- D. daphne Hering, 1926
- D. daphnoides Hering, 1926
- D. dasymalla Collenette, 1936
- D. dasynota Collenette, 1938
- D. delicata (Holland, 1893)
- D. denudata Hering, 1926
- D. deplagiata Hering, 1926
- D. diaereta Collenette, 1959
- D. didyma Collenette, 1955
- D. diluta (Holland, 1893)
- D. dina Hering, 1926
- D. diplogramma Hering, 1927
- D. discjunctifascia Collenette, 1936
- D. disjunctifascia Collenette, 1936
- D. dolichoscia Collenette, 1947
- D. dollmani Collenette, 1931
- D. dominickaria Ferguson, 1978
- D. dorsipennata Barnes & McDunnough, 1919
- D. dudgeoni Swinhoe, 1907
- D. eclipes Collenette, 1939
- D. ecscota Hampson, 1905
- D. eddela Swinhoe, 1903
- D. elaeochroa Collenette, 1931
- D. elegans Butler, 1882
- D. elgonensis Collenette, 1939
- D. ella Bryk, 1935
- D. embrithes Collenette, 1933
- D. emphanipoda Collenette, 1957
- D. endophaea Hampson, 1910
- D. enneaphora Collenette, 1955
- D. eremita Collenette, 1955
- D. erubescens (Holland, 1893)
- D. escota Hampson, 1905
- D. esthlopis Collenette, 1953
- D. eudela Collenette, 1954
- D. euproctina (Aurivillius, 1904)
- D. euryptila Collenette, 1947
- D. euthyzona Collenette, 1959
- D. exigua Candèze, 1927
- D. exitela Collenette, 1939
- D. exoleta Bethune-Baker, 1911
- D. extatura Distant, 1897
- D. extorta Distant, 1897
- D. fascelina (Linnaeus, 1767)
- D. feminula Hampson, 1891
- D. flava (Holland, 1893)
- D. flavimacula Moore, 1865
- D. fortunata Rogenhofer, 1891
- D. fulgetra Candèze, 1927
- D. fumosa (Holland, 1893)
- D. fusca Walker, 1855
- D. fuscoplagiata Aurivillius, 1925
- D. fuscula Hering, 1926
- D. gabunica Holland, ????
- D. galactina Mabille, 1880
- D. gentilis Butler, 1879
- D. geoffreyi Bethune-Baker, 1913
- D. georgiana Fawcett, 1901
- D. glaucinoptera Collenette, 1934
- D. glaucozona Collenette, 1934
- D. gloriosa Hering, 1926
- D. glovera Swinhoe, 1906
- D. gloveroides Hering, 1926
- D. gnava Swinhoe, 1903
- D. gonophora (Holland, 1893)
- D. gonophoroides Collenette, 1939
- D. goodii (Holland, 1893)
- D. grammifera Schultze, 1934
- D. grandidieri Butler, 1882
- D. grata Hulst, 1923
- D. grisea Pagenstecher, 1903
- D. griseata Rothschild, 1915
- D. grisefacta Dyar, 1911
- D. griseinubes Hampson, 1910
- D. griseipennis Hering, 1941
- D. griveaudi Collenette, 1959
- D. groetscheli Bryk, 1935
- D. grossa Pagenstecher, 1868
- D. grotei Moore, 1859
- D. grundi Lorikovitsch.
- D. hadromeres Collenette, 1955
- D. haigi Collenette, 1937
- D. hampsoni Hering, 1926
- D. hastifera Hering, 1926
- D. hayesi Dall'Asta, 1981
- D. hedilacea Collenette, 1936
- D. hera (Distant, 1898)
- D. herbida Walker, 1856
- D. heringi Schultze, 1934
- D. heringiana Bryk, 1935
- D. hesychima Collenette, 1955
- D. hieroglyphica (Swinhoe, 1904)
- D. hiloides Holland, 1893
- D. hodoepora Collenette, 1960
- D. hoenei Collenette, 1935
- D. horrida Swinhoe, 1903
- D. horsfieldi Strand, 1910
- D. hughesi Collenette, 1933
- D. hyloica (Holland, 1893)
- D. hylomima Holland, 1893
- D. hypersceles Collenette, 1931
- D. hypertropa Hering, 1941
- D. hyperythra Collenette, 1933
- D. hyphasma Collenette, 1936
- D. hypnota (Collenette, 1960)
- D. hypnotoides Collenette, 1957
- D. hypocrita Hering, 1926
- D. hypochlora Collenette, 1939
- D. ibele Collenette, 1955
- D. ignotana Strand, 1915
- D. ila Swinhoe, 1904
- D. ilesha Collenette, 1931
- D. inclusa Walker, 1856
- D. inconspicua Bethune-Baker, 1911
- D. infima Holland, 1890
- D. innupta Collenette, 1960
- D. insolita Aurivillius, 1905
- D. invaria Walker, 1856
- D. iodnephes Collenette, 1936
- D. isozyga Collenette, 1960
- D. ithystropha Collenette, 1939
- D. jacksoni Collenette, 1936
- D. jankowskii Oberthür, 1884
- D. jefferyi Collenette, 1937
- D. junctifascia Collenette, 1936
- D. kagiana Matsumura, 1927
- D. kaszabi Daniel, 1969
- D. katanga Collenette, 1938
- D. kenricki Bethune-Baker, 1904
- D. kerrvillei Barnes & McDunnough, 1913
- D. kikuchii Matsumura, 1927
- D. kivuensis Collenette, 1939
- D. klajim Bryk, 1935
- D. kosemponica Strand, 1914
- D. ladburyi Bethune-Baker, 1911
- D. laeliopsis Hering, 1926
- D. lampra Hering, 1926
- D. lampropoda Collenette, 1937
- D. laphyctes Collenette, 1937
- D. larentina Schultze, 1934
- D. lemmeri Barnes & Benjamin, 1927
- D. leucogramma Hampson, 1910
- D. leucomene Collenette, 1938
- D. leucophaea Abb. & Sm., 1797

- D. leucopicta Collenette, 1936
- D. leucopsaroma Collenette, 1959
- D. leucostigmata Hering, 1926
- D. libella Swinhoe, 1904
- D. lichenodes Collenette, 1936
- D. likilembae Aurivillius, 1925
- D. lineata (Walker, 1855)
- D. lipara Collenette, 1960
- D. locuples Walker, 1855
- D. longistriata Hering, 1926
- D. loxogramma Hering, 1926
- D. lulua Collenette, 1937
- D. lunensis Hampson, 1905
- D. lunulata Butler, 1877
- D. luteolata Kenrick, 1914
- D. macnultyi Collenette, 1957
- D. macrodonta Hering, 1926
- D. maculata Griveaud, 1974
- D. magnalia Swinhoe, 1903
- D. magnifica Hampson, 1910
- D. mahoma Collenette, 1958
- D. malgassica Kenrick, 1914
- D. manto (Strecker, 1900)
- D. marginenotata Hering, 1926
- D. matheri Ferguson, 1978
- D. melanoproctis Hering, 1926
- D. melanosticta Collenette, 1937
- D. melarhina Collenette, 1938
- D. melochlora Hering, 1926
- D. melli Collenette, 1934
- D. mendosa (Hübner, 1823)
- D. meridionalis Barnes & McDunnough, 1913
- D. mescalera Ferguson, 1978
- D. metathermes Hampson, 1905
- D. minor Bethune-Baker, 1904
- D. misana Moore, 1859
- D. miserata (Holland, 1893)
- D. mkattana Strand, 1912
- D. mniara Collenette, 1936
- D. mniodes Collenette, 1939
- D. modesta Kirby, 1892
- D. moerens Felder, 1894
- D. montana Beutelspacher, 1903
- D. moszkowskii Strand, 1910
- D. multilinea Hering, 1926
- D. multipunctis Strand, 1912
- D. mulleri Ebert, 1968
- D. muscosa Holland, 1893
- D. nachiensis Marumo, 1917
- D. nebulifera Hering, 1926
- D. nigerrima Hering, 1926
- D. nigra Hampson, 1900
- D. nigristriata (Holland, 1893)
- D. nigrita Rothschild, 1915
- D. nigritula Walker, 1865
- D. nigrocristata Joicey & Talbot, 1924
- D. nigrodisca Sevastopulo, 1934
- D. nigrofascia Wileman, 1911
- D. nigroplagata (Bethune-Baker, 1913)
- D. nigrosparsata Kenrick, 1914
- D. nigrostriata Kenrick, 1914
- D. ninae Sheljuzhko, 1943
- D. nioka Collenette, 1960
- D. noctuaeformis Aurivillius, 1925
- D. nolana (Mabille, 1882)
- D. nora Pagenstecher, 1903
- D. nosivola Collenette, 1959
- D. notia Hering, 1926
- D. notodontina Schultze, 1934
- D. nox Collenette, 1938
- D. nubifera Holland, 1893
- D. nubifuga Holland, 1893
- D. nubilata (Holland, 1893)
- D. nyctopa Collenette, 1960
- D. obliqua

Dasychira obliqua Bethune-Baker (Bethune-Baker, 1911)
Dasychira obliqua Collenette Collenette, 1936
- D. obliqualinea Bethune-Baker, 1911
- D. obliquata (Grote & Robinson, 1866)
- D. obliquilinea Fawcett, 1915
- D. obscura (Holland, 1893)
- D. obsoletissima Bethune-Baker, 1911
- D. ocellata (Holland, 1893)
- D. ocellifera (Holland, 1893)
- D. octophora Hampson, 1905
- D. ochorhabda Collenette, 1937
- D. ochreoguttata Schultze, 1934
- D. ochrorhabda Collenette, 1937
- D. olearia Swinhoe, 1885
- D. olivacea Wileman, 1910
- D. olsoufieffae Collenette, 1936
- D. omissa Hering, 1926
- D. omodepseta Collenette, 1937
- D. ooidophera Collenette, 1960
- D. ophioides Collenette, 1960
- D. ophthalmodes Hering, 1926
- D. orgyioides Aurivillius, 1925
- D. orhtogramma Hering, 1926
- D. orimba (Swinhoe, 1894)
- D. orphnina Hering, 1926
- D. ostracina Turner, 1902
- D. oxydata Schultze, 1934
- D. oxygnatha Collenette, 1936
- D. pais Hering, 1926
- D. partita Schultze, 1934
- D. pashtuna Ebert, 1968
- D. pastor Butler, 1882
- D. pectinata Hampson, 1906
- D. pelodes Collenette, 1939
- D. pennatula (Fabricius, 1793)
- D. perdita Bethune-Baker, 1911
- D. perelegans Aurivillius, 1925
- D. perfida (Bethune-Baker, 1911)
- D. perinetensis Collenette, 1959
- D. perissa Collenette, 1959
- D. phaea Collenette, 1960
- D. phaedropoda Collenette, 1954
- D. phaeogramma Collenette, 1939
- D. phaeosia Hampson, 1910
- D. phaeosticta Collenette, 1937
- D. phaleroides Collenette, 1939
- D. phasiana Butler, 1882
- D. phenax Collenette, 1932
- D. pheosia Hampson, 1910
- D. phloeobares Collenette, 1938
- D. phloeodes Collenette, 1936
- D. phoca Hampson, 1910
- D. phylax Hering, 1926
- D. pilodes Collenette, 1935
- D. pini Dyar, 1911
- D. pinicola (Dyar, 1911)
- D. pinodes (Bethune-Baker, 1911)
- D. pista Hering, 1926
- D. plagiata Walker, 1855
- D. plagosa Rothschild, 1915
- D. planozona Collenette, 1935
- D. platyptera Mabille, 1885
- D. plesia Collenette, 1939
- D. plotzi Hering, 1926
- D. pluto Hering, 1926
- D. plötzi Hering, 1926
- D. poecila Hering, 1926
- D. polia Hering, 1926
- D. polioides Collenette, 1959
- D. polioleuca Collenette, 1955
- D. poliotis Hampson, 1910
- D. polyploca Collenette, 1961
- D. polysphena Collenette, 1935
- D. pollux Hering, 1926
- D. porphyrea Schultze, 1934
- D. postalba (Swinhoe, 1906)
- D. postfusca Swinhoe, 1895
- D. postpura Hampson, 1905
- D. praeoccupata Bryk, 1934
- D. problema Collenette, 1959
- D. problematica Hering, 1926
- D. procincta Saalmüller, 1880
- D. proleprota Hampson, 1905
- D. proletaria (Holland, 1893)
- D. prospera Hering, 1926
- D. protecta Hering, 1926
- D. psara Collenette, 1937
- D. pseudabietis Butler, 1885
- D. pseudosatanas Hering, 1926
- D. psolobalia Collenette, 1935
- D. psolostigma Collenette, 1939
- D. pulchra Swinhoe, 1906
- D. pulchripes Aurivillius, 1904
- D. punctifera (Walker, 1858)
- D. pyrosoma Hampson, 1910
- D. pyrsonota Collenette, 1939
- D. pytna (Druce, 1898)
- D. quinquepunctata Möschler, 1887
- D. rana Collenette, 1932
- D. renominata Strand, 1915
- D. rhabdogonia Collenette, 1938
- D. rhabdota Collenette, 1933
- D. rhopalum Hering, 1926
- D. robusta (Walker, 1855)
- D. rocana Swinhoe, 1906
- D. ruandana Grünberg
- D. rubricosta Hering, 1926
- D. rubrifilata Hampson, 1905
- D. ruptilinea Holland, 1893
- D. sagittiphora Hering, 1926
- D. saitonis Matsumura, 1927
- D. sakaraha Collenette, 1959
- D. salomonensis Testout, 1945
- D. sanguinea Hering, 1926
- D. satelles Collenette, 1939
- D. saussurei Dewitz, 1881
- D. saussurii Dewitz, 1881
- D. scaea Collenette, 1953
- D. sciodes Collenette, 1961
- D. scotina Hering, 1926
- D. scurra Hering, 1926
- D. seitzi Hering, 1926
- D. selene Schultze, 1934
- D. selenitica (Esper, 1783)
- D. semicirculosa Gaede, 1932
- D. semlikiensis Collenette, 1939
- D. semotheta Collenette, 1933
- D. simiolus Collenette, 1935
- D. solida (Karsch, 1895)
- D. sordida Möschler, 1887
- D. soyensis Collenette, 1939
- D. spargata Hering, 1926
- D. sphalera Hering, 1926
- D. sphaleroides Hering, 1926
- D. sphenosema Collenette, 1959
- D. statheuta (Collenette, 1937)
- D. stauropoides Collenette, 1960
- D. stegmanni Grünberg, 1910
- D. striata (Holland, 1893)
- D. strigata Aurivillius, 1925
- D. strigidentata Bethune-Baker, 1911
- D. stygis Collenette, 1936
- D. styx Bethune-Baker, 1911
- D. subflava (Walker, 1855)
- D. sublutescens Holland, 1893
- D. subnigra Bethune-Baker, 1904
- D. subnigropunctata Bethune-Baker, 1904
- D. subochracea Aurivillius, 1910
- D. subzairensis Dall'Asta, 1981
- D. suisharyonis Strand, 1914
- D. suspecta Hering, 1926
- D. symbolum Hering, 1926
- D. taberna Hering, 1926
- D. taiwana Wileman, 1910
- D. tenebrosa Walker, 1865
- D. tephra Hübner, [1809]
- D. tessmanni Hering, 1926
- D. thanatos Hering, 1926
- D. theata Collenette, 1960
- D. thermoplaga Hampson, 1910
- D. thersites (Holland, 1893)
- D. thika Collenette, 1954
- D. thomensis Talbot, 1929
- D. thwaitesii Moore, 1883
- D. thysanoessa Collenette, 1933
- D. thysanogramma Collenette, 1930
- D. ticana Schaus & Clements, 1893
- D. titan Collenette, 1959
- D. topica Collenette, 1960
- D. torniplaga Hering, 1926
- D. trapezimaculata Strand, 1909
- D. triphyllobapta Collenette, 1937
- D. triselena Collenette, 1931
- D. tristis Heylaerts, 1892
- D. umbra Rothschild, 1920
- D. umbrata (Bethune-Baker, 1911)
- D. umbrensis Bethune-Baker, 1913
- D. umbricola Hampson, 1910
- D. umbricolora Hampson, 1910
- D. unilineata Bethune-Baker, 1911
- D. uteles Collenette, 1936
- D. vagans Barnes & McDunnough, 1913
- D. vaporata Hering, 1926
- D. variegata Rothschild, 1915
- D. vibicipennis Butler, 1879
- D. viettei Collenette, 1954
- D. vilis Felder, 1875
- D. violacea Hering, 1926
- D. virginea Oberthür, 1879
- D. viridipallens (Hering, 1926)
- D. viridis (Holland, 1893)
- D. viripallens Hering, 1926
- D. voiolacea Hering, 1926
- D. wandammena Bethune-Baker, 1916
- D. wilemani Collenette, 1933
- D. xylopoecila Hering, 1926
- D. zena Hering, 1926
- D. zonobathra Collenette, 1936